# Койфман, Игаль
Игаль (Игорь) Койфман (также Игал; род. 6 января 1974, Бендеры, Молдавская ССР, СССР) — советский и израильский шашист, международный гроссмейстер, мастер международного класса по стоклеточным шашкам.
В 1990 году эмигрировал В Израиль. Первый секретарь посольства Израиля в Белоруссии (2004—2008). По окончании дипломатической службы стал директором компании ЛеанГрупп в Белоруссии.
Выпускник бендерской спортивной детско-юношеской школы. Первый тренер — Николай Леонтьевич Грингруз (1932—1994), продолжил обучение у кишинёвского тренера Иосифа Функа. Мать, Жанна Койфман, возглавляла детскую шашечную группу в городском Дворце пионеров.
В 10-летнем возрасте стал серебряным призёром юношеского чемпионата СССР в Тирасполе. С 1990 года — в Израиле. Четыре раза становился чемпионом Израиля по международным шашкам.
Четырёхкратный чемпион мира по международным шашкам среди юниоров (1987, Тренто; 1988, Гранвиль; 1989, Таллин; 1990, Роттердам), двукратный чемпион мира среди кадетов (1988, 1989). Бронзовый призёр чемпионата мира по блицу по международным шашкам (2000). Победитель командного чемпионата Нидерландов в составе клуба «Van Stight Thans» (Схидам) 2008 и 2009 годов.

## История участия в центральных турнирах по международным шашкам
| Турнир         | Место проведения | Результат           | Место |
| -------------- | ---------------- | ------------------- | ----- |
| ЧЕ 1992        | Партене          | 8+ 11= 0-           | 4—5   |
| ЧМ 1992        | Тулон            | 7+ 15= 1-           | 7—8   |
| ТП 1997        | Стадсканал       | 2+ 5= 0- (в финале) | 2     |
| ЧМ 2000 (блиц) | , Тель-Авив      | 18+ 9= 4-           | 3     |
| ЧМ 2003        | Звартслёйс       | 3+ 13= 3-           | 11—12 |